# Казе Мондина (Венеција)
Казе Мондина (итал. Case Mondina) је насеље у Италији у округу Венеција, региону Венето.
Према процени из 2011. у насељу је живело 30 становника. Насеље се налази на надморској висини од 7 м.